# Leopoldinum
NFM Orkiestra Leopoldinum – 15-osobowa orkiestra założona w 1978 roku. Oprócz koncertów w wielu krajach Europy i świata, zapraszana do nagrań studyjnych, również z muzyką rozrywkową. 
Od 1 września 2017 roku funkcję szefa artystycznego NFM Orkiestry Leopoldinum pełni skrzypek i dyrygent – Joseph Swensen.

## Dyskografia
- Nick Cave i przyjaciele – W moich ramionach
- Justyna Steczkowska – Alkimja
- Ewa Podleś – Rossini gala